# Herpetogramma olivescens
Herpetogramma olivescens is een vlinder uit de familie van de grasmotten (Crambidae), uit de onderfamilie van de Spilomelinae. De wetenschappelijke naam van deze soort is voor het eerst gepubliceerd in 1892 door William Warren.
De soort komt voor in Ecuador.